# Mistrzostwa Polski w Łyżwiarstwie Figurowym 2015
Mistrzostwa Polski w łyżwiarstwie figurowym na sezon 2014/2015 rozgrywane były w kilku odsłonach, oddzielnie dla poszczególnych kategorii wiekowych, a niekiedy również konkurencji.
1. Seniorzy (z wyjątkiem par sportowych) rywalizowali ze sobą w dniach 17–20 grudnia 2014 w Budapeszcie, w ramach Mistrzostw Czterech Narodów, organizowanych wspólnie z federacjami czeską, słowacką i węgierską[1].
2. Juniorzy (soliści i solistki) walczyli w dniach 23–24 stycznia 2015 roku w Cieszynie[2].
3. Juniorskie pary taneczne startowały między 12 a 15 lutego 2015 roku w Krynicy-Zdroju[3].
4. Formacje synchroniczne rywalizowały 7 marca 2015 roku w Toruniu[4].
5. Młodziki walczyły w okresie od 27 do 29 marca 2015 roku, w Opolu[5].
6. Młodzieżowcy i Novice startowali 10 kwietnia 2015 roku w Oświęcimiu[6].

## Wyniki

### Seniorzy
Mistrzostwa Polski rozgrywane są wspólnie z czeskimi, słowackimi i węgierskimi. Zawody dla każdej konkurencji rozgrywane były wspólnie, a wyniki dzielone według krajów – ci, którzy zdobyli trzy najwyższe miejsca, uzyskiwali medale mistrzostw swojego państwa.
Pogrubionym drukiem podano wyniki z uwzględnieniem osiągnięć jedynie reprezentantów Polski, a kursywą w nawiasie – wszystkich zawodników.
W parach sportowych Polska nie miała swoich przedstawicieli.

#### Soliści
| Miejsce | Zawodnik          | Punkty | SP | SP    | FS | FS     |
| ------- | ----------------- | ------ | -- | ----- | -- | ------ |
| 1 (4)   | Patrick Myzyk     | 166.81 | 1  | 56.99 | 1  | 109.82 |
| 2 (10)  | Krzysztof Gała    | 136.73 | 2  | 53.61 | 3  | 83.12  |
| 3 (11)  | Łukasz Kędzierski | 133.01 | 4  | 47.11 | 2  | 85.90  |
| 4 (12)  | Kamil Dymowski    | 123.52 | 3  | 49.44 | 6  | 74.08  |
| 5 (13)  | Ryszard Gurtler   | 121.94 | 5  | 46.72 | 4  | 75.22  |
| 6 (14)  | Andrzej Siciński  | 118.02 | 6  | 44.32 | 7  | 73.70  |
| 7 (16)  | Wiktor Witkowski  | 111.03 | 7  | 36.72 | 5  | 74.31  |

#### Solistki
| Miejsce | Zawodniczka       | Punkty | SP | SP    | FS | FS    |
| ------- | ----------------- | ------ | -- | ----- | -- | ----- |
| 1 (9)   | Agata Kryger      | 101.12 | 1  | 39.08 | 1  | 62.04 |
| 2 (10)  | Agnieszka Rejment | 95.92  | 2  | 33.99 | 2  | 61.93 |
| 3 (13)  | Anna Siedlecka    | 89.20  | 3  | 30.35 | 4  | 58.85 |
| 4 (14)  | Ada Wawrzyk       | 83.11  | 4  | 28.74 | 4  | 54.37 |

#### Tańce na lodzie
| Miejsce | Zawodnicy                           | Punkty | SD | SD    | FD | FD    |
| ------- | ----------------------------------- | ------ | -- | ----- | -- | ----- |
| 1 (2)   | Natalia Kaliszek / Maksym Spodyriew | 122.88 | 1  | 52.26 | 1  | 70.62 |
| 2 (4)   | Beatrice Tomczak / Damian Bińkowski | 106.36 | 2  | 42.58 | 2  | 63.78 |